# Hedydipna platura
El suimanga pigmeo (Hedydipna platura) es una especie de ave paseriforme de la familia Nectariniidae propia del África subsahariana septentrional. 

## Distribución
Se encuentra en una amplia franja al sur del Sáhara que abarca el Sahel y los bosques aledaños, y se extiende desde Senegal y Gambia por el oeste, hasta Sudán del Sur por el este.